# Алексеев, Иван Александрович (лесовод)
Иван Александрович Алексеев (1 апреля 1887 — 24 апреля 1960) — главный лесничий Старобердянского лесничества и основатель Мелитопольского городского парка культуры и отдыха имени Максима Горького.

## Биография
Родился 1 апреля 1887 в станице Перекопская Усть-Медведецкого округа Область Войска Донского (ныне — станица Перекопская, Клетского района Волгоградской области). В 1904 году поступил в Арчадинскую лесную школу, которую окончил в 1906 году. В должности главного лесничего Бердянского лесничества и работал более четверти века.
В начале карьеры работал практикантом, объездчиком, лесником. Обучался в училище садоводства и земледелия в городе Умани.
Составил проект нового городского парка Мелитополя.
За заслуги в годы Великой Отечественной войны был награждён медалью «За доблестный труд». В 1957 году за заслуги в озеленении города Мелитополя был награждён медалью ВДНХ.
Скончался 24 апреля 1960. Похоронен на старом кладбище города Мелитополя. В 2016 году улица Крупской была переименована в честь Ивана Алексеева

## Галерея
- Аллея парка
- Аллея парка
- Парк им. Горького центральная аллея